# アンタキヤ
アンタキヤ (Antakya、トルコ語発音: [ɑnˈtɑkjɑ]、現地トルコ語:Anteke、アラビア語: أنطاكية) は、歴史的にアンティオキア（ギリシア語: Ἀντιόχεια; アルメニア語: Անտիոք; ラテン語: Antiochia）として知られ、トルコ最南端の州であるハタイ県の県庁所在地である。レバント海から約20km、オロンテス川沿いの肥沃な渓谷に位置している。
現在の都市は、紀元前4世紀にセレウコス朝によって建設された古代アンティオキア（古代ギリシア語: Ἀντιόχεια, Antiókheia, 別名「オロンテス上のアンティオキア」）の領域に一部立っている。その後、アンティオキアはローマ帝国最大の都市のひとつとなり、シリア属州とコエレシリア州の首都とされた。また、初期のキリスト教の中心地として影響力を持ち、新約聖書では、「キリスト教」という名称はアンティオキアで生まれたとされている。ビザンツ帝国時代には教会的な重要性を増していた。7世紀にウマル・イブン・ハッターブに占領された中世のアンティオキア（アラビア語: أنطاكية, ʾAnṭākiya）は、何度も征服・再征服された。969年にビザンチン、1084年にセルジューク、1098年に十字軍、1268年にマムルーク、そして1517年にオスマンに征服され、アレッポ・エヤレト、その後アレッポ・ヴィラエトに統合されることになる。フランス委任統治時代にはハタイ国に属し、その後トルコ共和国に属した。
2023年2月、強い地震によって大きな被害を受けた。史跡の多くが破壊された。

## 歴史

### 近代以前

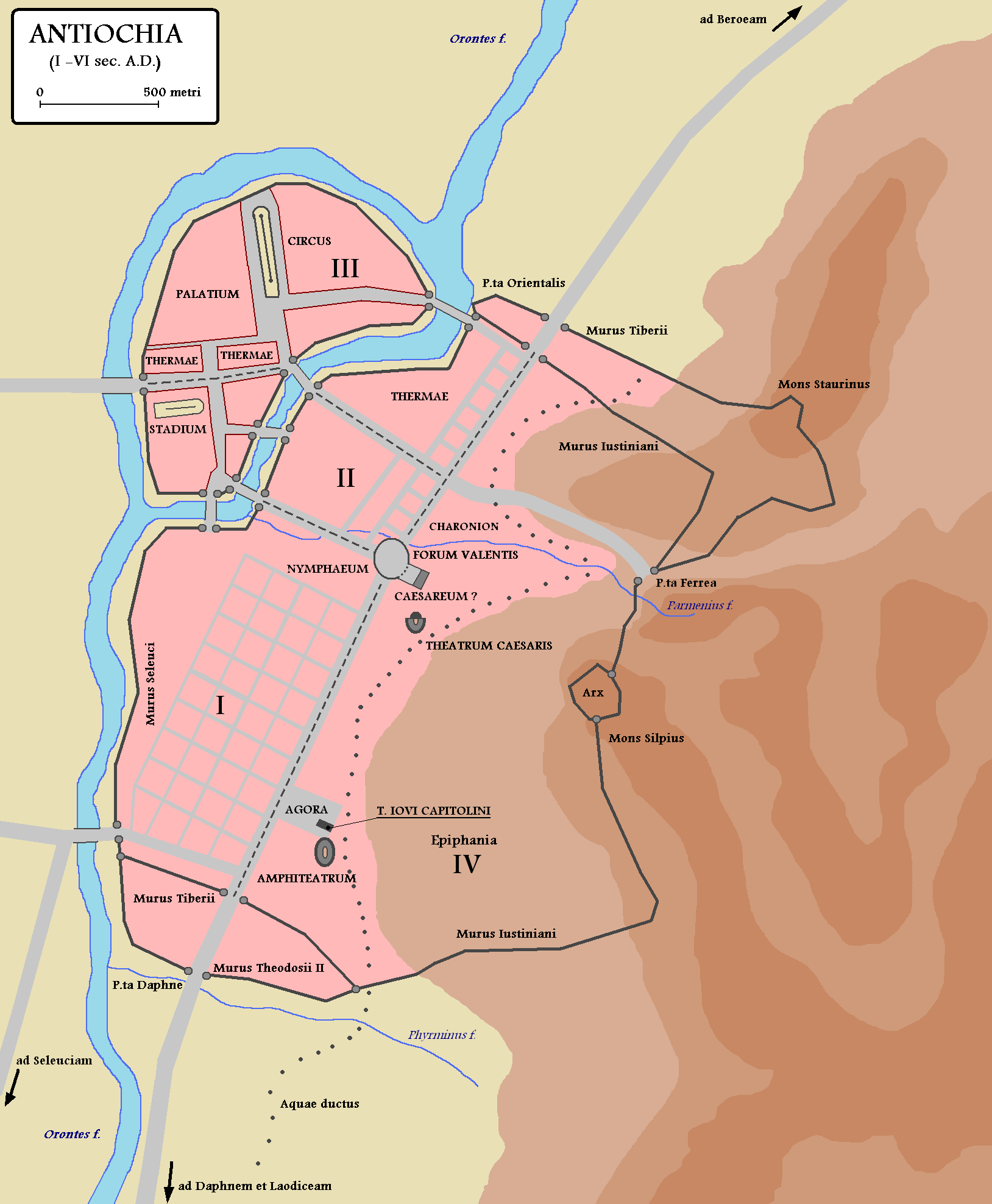
ローマ時代の市街地。都市は川と山に守られた平野部に位置していた。

アンタキヤの前身アンティオキアは、紀元前4世紀にセレウコス朝シリアによって建設されたヘレニズム都市で、セレウコス朝の首都として繁栄をきわめた。紀元64年にローマ帝国によって征服された前後から、初期キリスト教の布教の拠点になり、のちに五大総主教座とされた。
その後徐々に衰退し、7世紀にイスラム帝国の手に移って以降、北シリアにおける政治・経済・宗教の中心は内陸のダマスカスやアレッポに移った。その後、東ローマ帝国、セルジューク朝、アンティオキア公国の支配を経て、1286年にマムルーク朝が征服。イスラム教の支配のもとでアラブ化・イスラム化が一層進展した。
1516年には、オスマン帝国がマムルーク朝を倒してシリア地方を征服した。オスマン帝国のもとでアンタキヤはアレッポ州の一地方都市となり、トルコ人の多い北のアナトリア方面との関係から、トルコ系住民も流入した。

### シリアへの編入と復帰

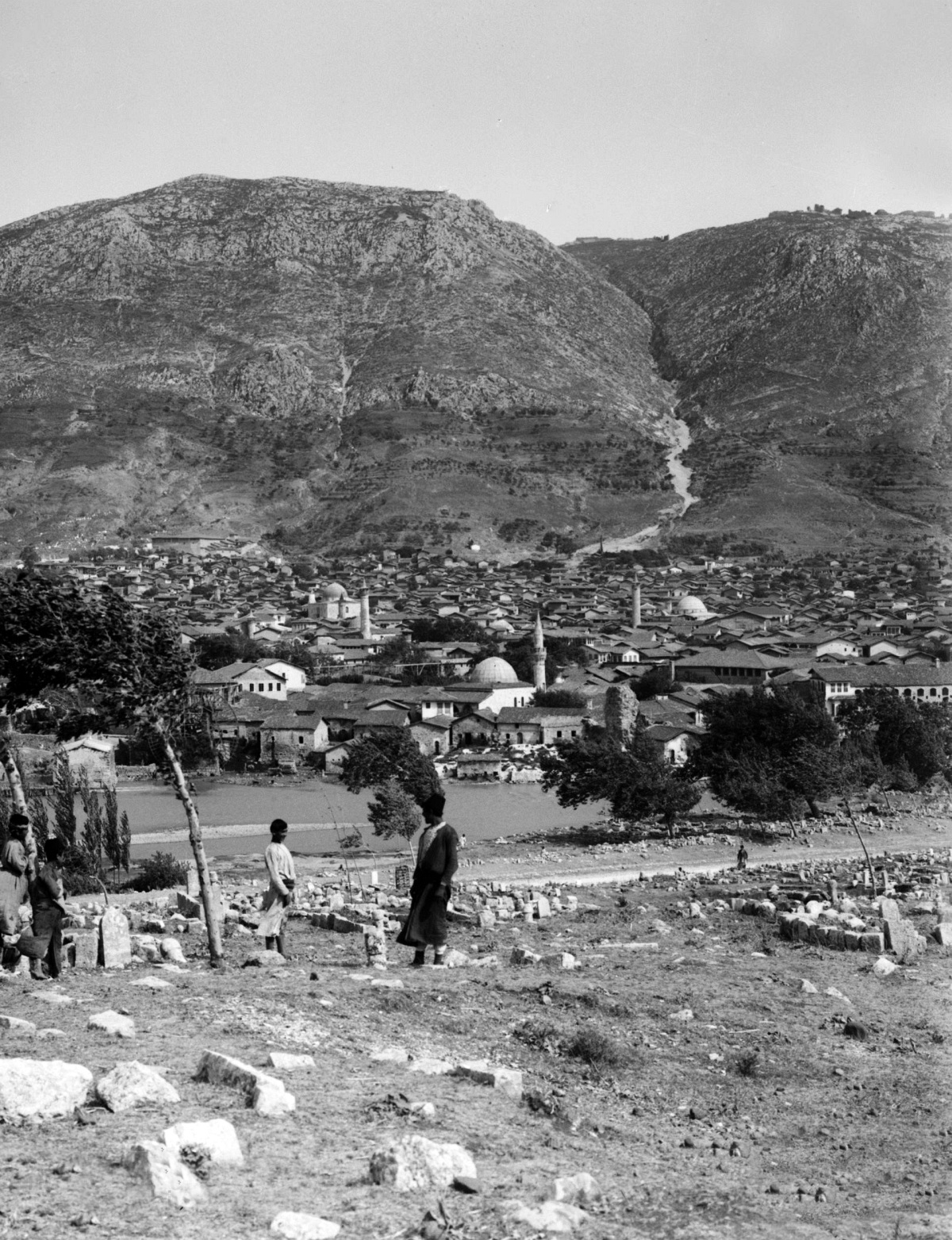
1910年のアンタキヤ

第一次世界大戦終結時、イギリス軍の侵攻はアンタキヤまで達せず、オスマン帝国のもとに保持されていたが、アラブ系住民による独立運動もあってトルコ革命によるトルコ軍の奪還は及ばず、アンカラのトルコ大国民議会は1921年にフランスと条約を結んでシリアとともにアンタキヤの領有を放棄した。
フランスはアンタキヤを含むシリア北西沿岸部を委任統治領シリアに編入し、アレクサンドレッタ県を置いたが、その人口の過半数がトルコ系住民であったことから、トルコではこの地方のトルコ編入を求める声が大きく、フランスとトルコの間の外交問題となった。
やがてトルコとアレクサンドレッタ県のトルコ系住民は、アレクサンドレッタ県とその中心都市であるアンタキヤを、当時のトルコの歴史観において原トルコ人の国家とみなされていたヒッタイトにちなんでハタイと呼称し始め、トルコ系住民による政治組織ハタイ人民党が結成されて、トルコへの編入運動を行った。ハタイのトルコ系住民はトルコ共和国の近代化改革に追随してトルコ民族意識を涵養し、トルコの文字改革を取り入れてトルコ語をラテン文字で書くようになった。

独立ハタイ（ハタイ共和国）の国旗

1936年、フランスはシリアを近い将来に独立させることを承認したが、アレクサンドレッタ県はトルコ政府とトルコ系住民の反対運動にもかかわらず、フランス委任統治領シリアの北部に予定されるシリア共和国に編入されることが決まったため、トルコは国際連盟にこの問題を提訴した。連盟はハタイ自治州を設立し、トルコ語を公用語として自治政治を行う代わりに財政・外交をシリアに管理させる仲裁案を提示、1938年に独立を前に最初の選挙を行うことを決定したが、この情勢下であくまでトルコへの編入を求める推進派と反対派の間で流血事件が続発し、帰属問題は混乱した。
1938年8月に実施されたハタイ議会選挙の結果、議会ではトルコ系住民の議員が過半数を占めた。トルコ系議員は独立ハタイの樹立を宣言し、翌1939年7月、トルコへの併合を決議した。結局、第二次世界大戦を目前にしたフランスは、トルコがドイツ・イタリアの枢軸陣営に接近することを恐れて譲歩し、ハタイのトルコ帰属を認めた。
2012年にハタイ県全域が大都市自治体に指定されることにより、アンタキヤはハタイ大都市自治体所属の区となり、一部の区域は新設のデフネ区（Defne）に分割された。

## 気候
| アンタキヤの気候       | アンタキヤの気候 | アンタキヤの気候 | アンタキヤの気候 | アンタキヤの気候 | アンタキヤの気候 | アンタキヤの気候 | アンタキヤの気候 | アンタキヤの気候 | アンタキヤの気候 | アンタキヤの気候 | アンタキヤの気候 | アンタキヤの気候 | アンタキヤの気候 |
| 月                     | 1月              | 2月              | 3月              | 4月              | 5月              | 6月              | 7月              | 8月              | 9月              | 10月             | 11月             | 12月             | 年               |
| ---------------------- | ---------------- | ---------------- | ---------------- | ---------------- | ---------------- | ---------------- | ---------------- | ---------------- | ---------------- | ---------------- | ---------------- | ---------------- | ---------------- |
| 平均最高気温 °C （°F） | 11 (51)          | 14 (57)          | 18 (64)          | 22 (71)          | 26 (78)          | 28 (82)          | 30 (86)          | 31 (87)          | 30 (86)          | 27 (80)          | 20 (68)          | 13 (55)          | 22 (71)          |
| 平均最低気温 °C （°F） | 4 (39)           | 5 (41)           | 8 (46)           | 11 (51)          | 15 (59)          | 20 (68)          | 23 (73)          | 24 (75)          | 20 (68)          | 14 (57)          | 8 (46)           | 5 (41)           | 13 (55)          |
| 降水量 mm （inch）     | 191 (7.5)        | 165 (6.5)        | 142 (5.6)        | 107 (4.2)        | 81 (3.2)         | 33 (1.3)         | 8 (0.3)          | 5 (0.2)          | 28 (1.1)         | 89 (3.5)         | 109 (4.3)        | 191 (7.5)        | 1,146 (45.1)     |
| 出典：Weatherbase      |                  |                  |                  |                  |                  |                  |                  |                  |                  |                  |                  |                  |                  |